# Ağaçhisar, Alpu
Ağaçhisar là một xã thuộc huyện Alpu, tỉnh Eskişehir, Thổ Nhĩ Kỳ. Dân số thời điểm năm 2011 là 521 người.